# Nicolás Vallejo
Javier Nicolás Vallejo, né le 3 janvier 2004 à Saenz Peña en Argentine, est un footballeur argentin qui évolue au poste d'ailier droit au CA Independiente et prêter à Liverpool. 

## Biographie

### En club
Né à Saenz Peña, dans la province du Chaco en Argentine, Nicolás Vallejo est formé au CA Independiente. Il joue son premier match le 23 juillet 2022, lors d'une rencontre de championnat face à l'Atlético Tucumán. Il entre en jeu à la place de Tomás Pozzo et son équipe s'incline par un but à zéro. Vallejo signe son premier contrat professionnel avec le CA Independiente le 30 septembre 2022.
Le 2 octobre 2022, Vallejo est titularisé pour la première fois, lors d'un match de championnat contre l'Arsenal de Sarandí. À cette occasion il se distingue en inscrivant son premier but en professionnel, et donne également la victoire à son équipe (0-1 score final),.
Le 31 août 2023, Nicolás Vallejo est prêté au CA Talleres pour la durée d'une saison.

### En sélection
Nicolás Vallejo représente l'équipe d'Argentine des moins de 20 ans. Il est retenu avec cette équipe par le sélectionneur Javier Mascherano afin de participer au Championnat de la CONMEBOL des moins de 20 ans en 2023. Lors de cette compétition organisée en Colombie il joue deux matchs.